# Interfisso
In linguistica, l'interfisso è un affisso intermedio che si inserisce tra la radice e il suffisso.
Esempi -ic- nella derivazione del diminutivo di posto > post-ic-ino.
Si differenzia dall'infisso, che invece interviene all'interno della radice stessa.